# Ходжамурадов Аннамурад
Аннамурад Ходжамурадов (11 липня 1935, місто Байрамали, тепер Марийського велаяту, Туркменістан) — радянський туркменський державний діяч, голова Ради міністрів Туркменської РСР. Член Центральної Ревізійної Комісії КПРС у 1986—1990 роках. Депутат Верховної Ради Туркменської РСР. Депутат Верховної Ради СРСР 11-го скликання. Народний депутат СРСР у 1989—1991 роках.

## Життєпис
Народився в родині робітника.
У 1954—1959 роках — студент Московського інституту інженерів водного господарства.
У 1959—1960 роках — головний інженер-гідротехнік радгоспу Туркменської РСР.
У 1960—1969 роках — інженер-інспектор, старший інженер, головний інженер, директор Каракумского каналу імені Леніна Туркменської РСР.
Член КПРС з 1961 року.
У 1969—1979 роках — заступник, 1-й заступник міністра меліорації і водного господарства Туркменської РСР.
У січні 1979 — 1985 року — міністр меліорації і водного господарства Туркменської РСР.
У 1985 — 4 січня 1986 року — заступник голови Ради міністрів Туркменської РСР.
4 січня 1986 — 17 листопада 1989 року — голова Ради міністрів Туркменської РСР.
У листопаді 1989—1990 роках — уповноважений Міністерства зовнішніх економічних зв'язків СРСР при Раді міністрів Туркменської РСР.
З 1990 року — персональний пенсіонер у Ашгабаді.

## Нагороди
- орден Трудового Червоного Прапора
- два ордени «Знак Пошани»
- медалі
- Лауреат Державної премії Туркменської РСР
- Заслужений іригатор Туркменської РСР